# Игромир

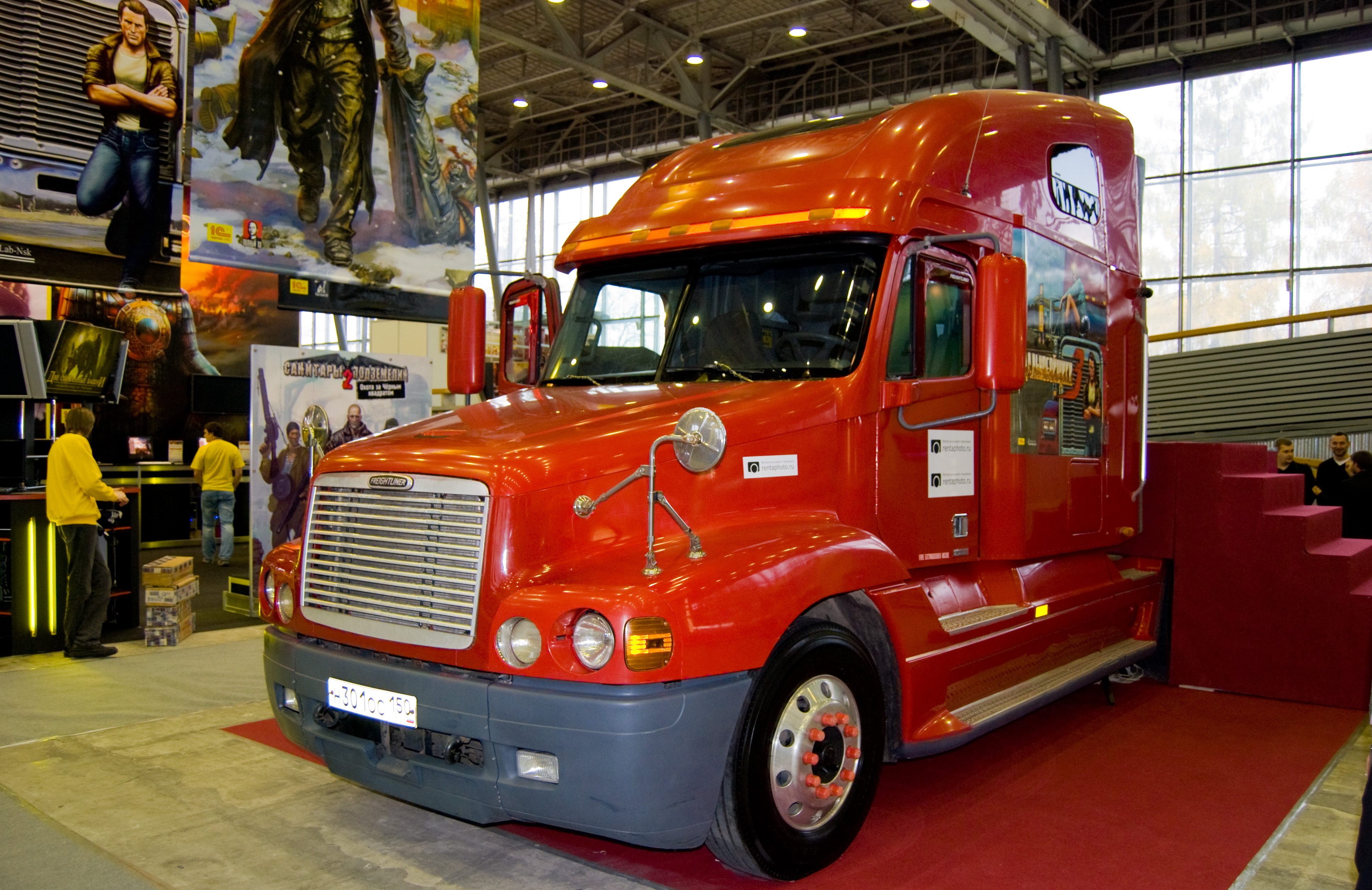
«ИгроМир-2008»

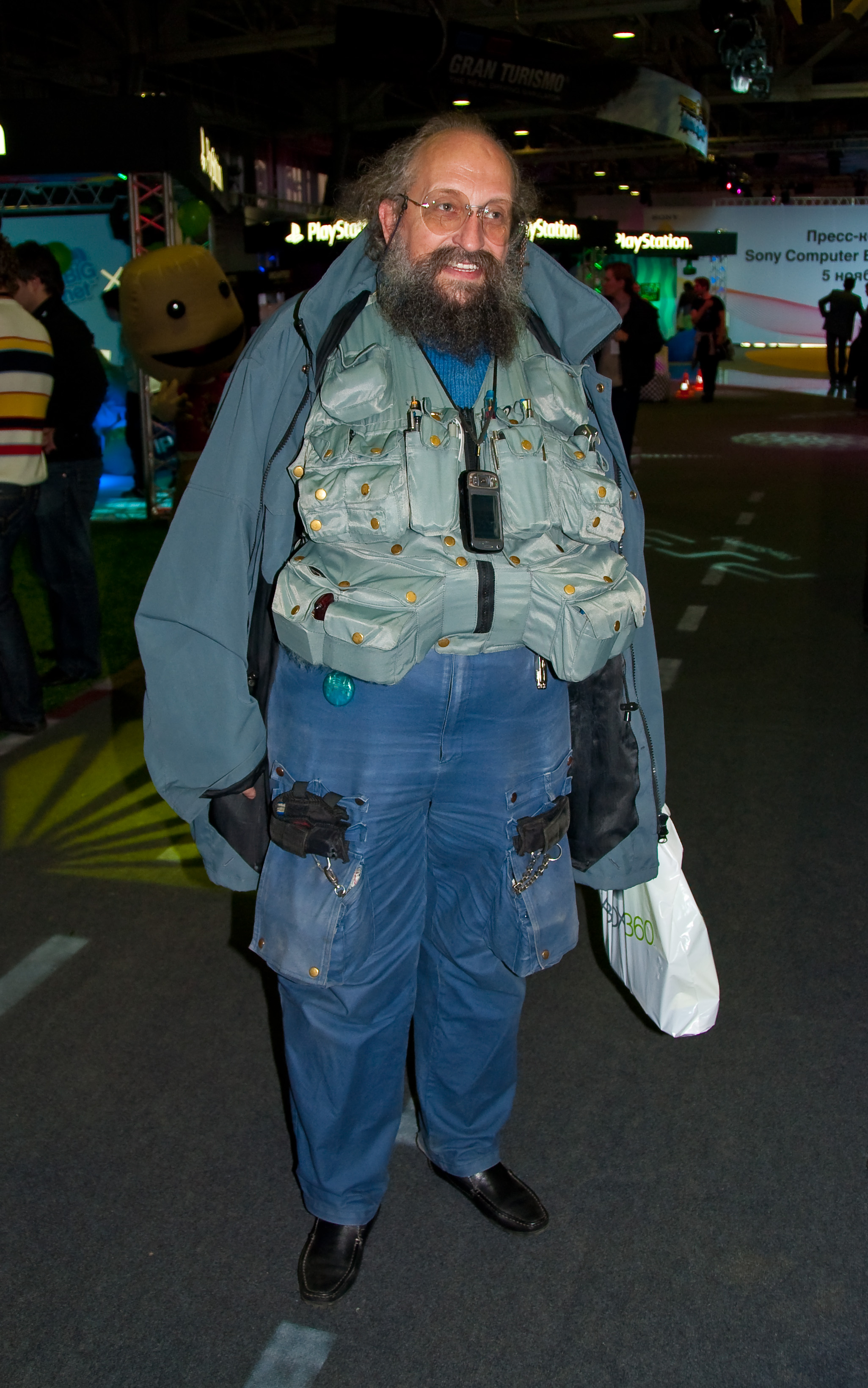
Анатолий Вассерман на «ИгроМире-2009»

«ИгроМи́р» — первая в России выставка интерактивных развлечений: компьютерных игр, игр для консолей, мобильных телефонов и других платформ. Организатором выставки является Конференция разработчиков компьютерных игр (КРИ).
Ежегодно в гостинице «Космос» проходила профессиональная конференция КРИ, на которую не могли попасть все желающие. Затем организаторы приняли решение расширить границы выставки и собрать крупнейших издателей и разработчиков игровой индустрии на одном мероприятии. Выставка «ИгроМир» впервые состоялась осенью 2006 года.
С 2014 года «ИгроМир» проводился совместно с другой популярной выставкой — Comic-Con Russia (русская версия Comic Con, которая проходит в Сан-Диего). Выставка стала представлять не только новинки и разработки игровой индустрии, но также комиксы, книги, фильмы и сериалы. Таким образом, «ИгроМир» и Comic Con объединились в ежегодный фестиваль для поклонников этих жанров.
В 2020—2021 годы фестиваль не проводился из-за пандемии COVID-19, а в 2022-м кредиторы выставки подали на банкротство компании-организатора, которая вынуждена была свернуть деятельность в России.
В 2025 году права на товарный знак «ИгроМир» выкупила компания Яндекс, анонсировав проведение выставки 12-14 декабря 2025 года.

## Возникновение
Первая российская конференция разработчиков компьютерных игр прошла в 2003 году на территории Московского государственного университета и вызвала ажиотаж в профессиональной среде и среди любителей компьютерных и не только видеоигр. Профессиональные конференции разработчиков проходили два последующих года в гостинице «Космос» и не могли вместить всех желающих. Интерес к мероприятию, а также рост игрового мира — появление новых компаний-разработчиков, журналов и книг по играм, сувенирной продукции — подтолкнули организаторов к созданию специализированной выставки. На часть доходов от конференции 2005 года решено было организовать «ИгроМир» в 2006 году.

## Всероссийский выставочный центр

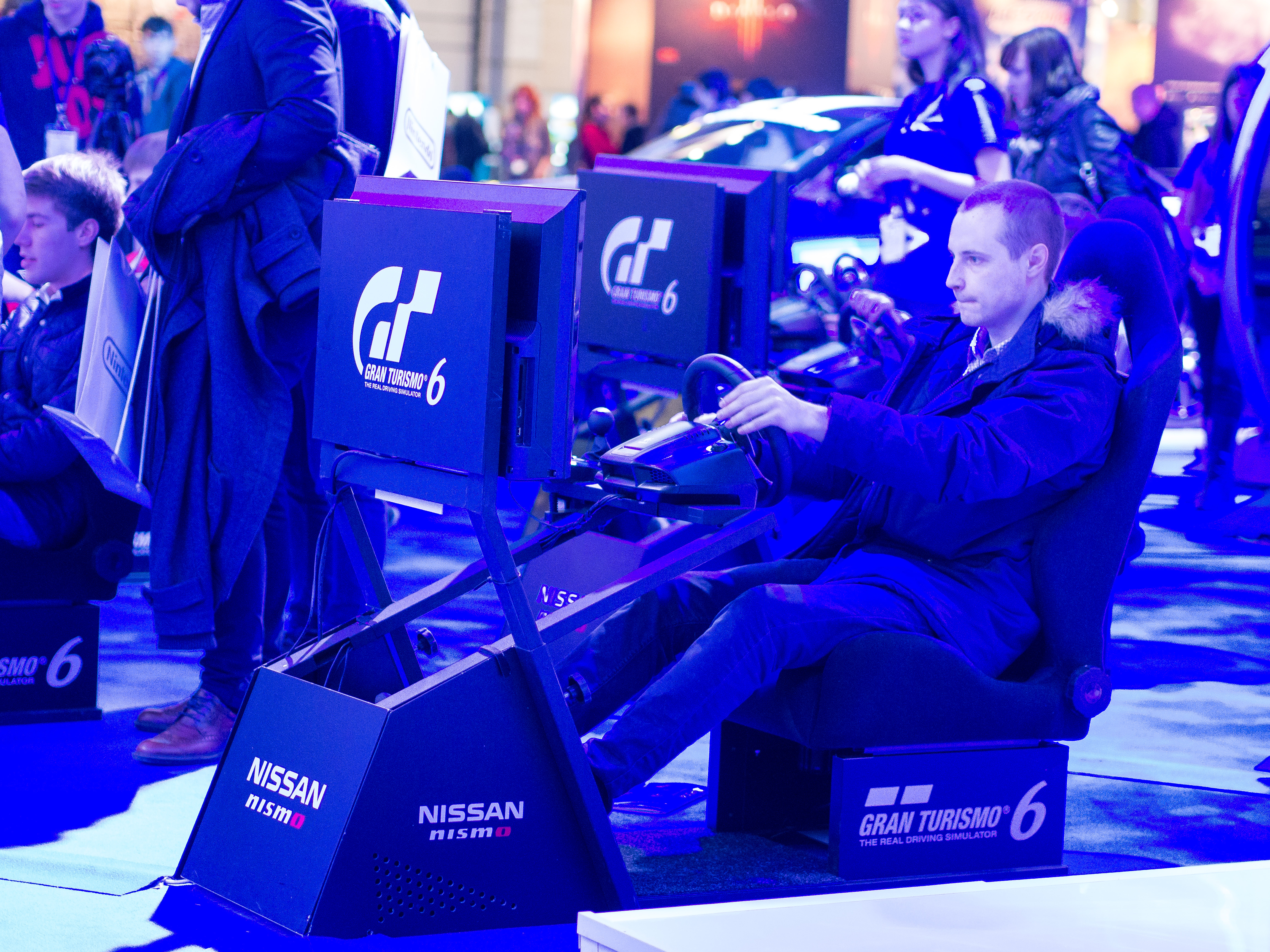
Стенд с Gran Turismo 6 на «ИгроМире-2013»

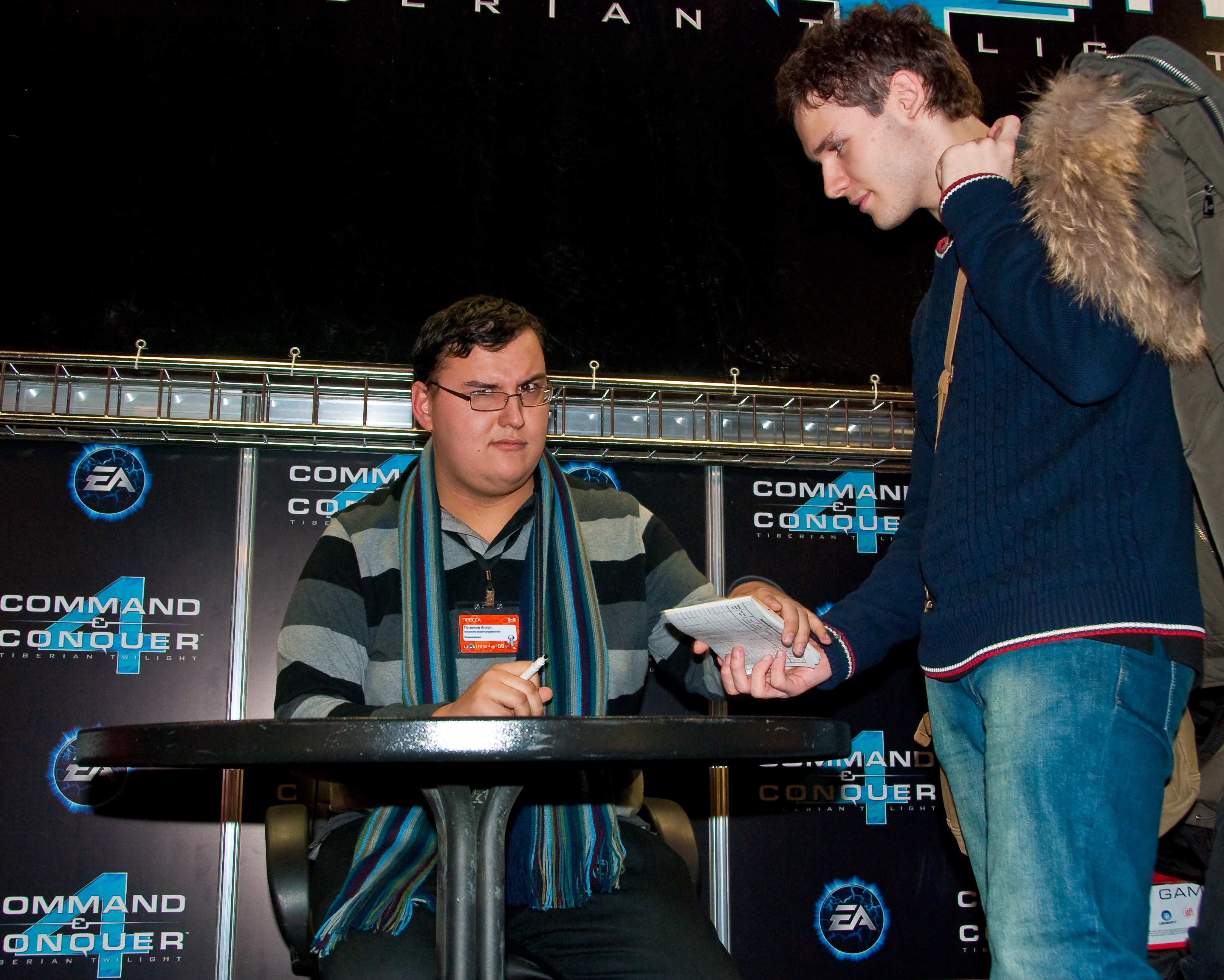
Антон Логвинов из «Видеомании» на «ИгроМире-2009»

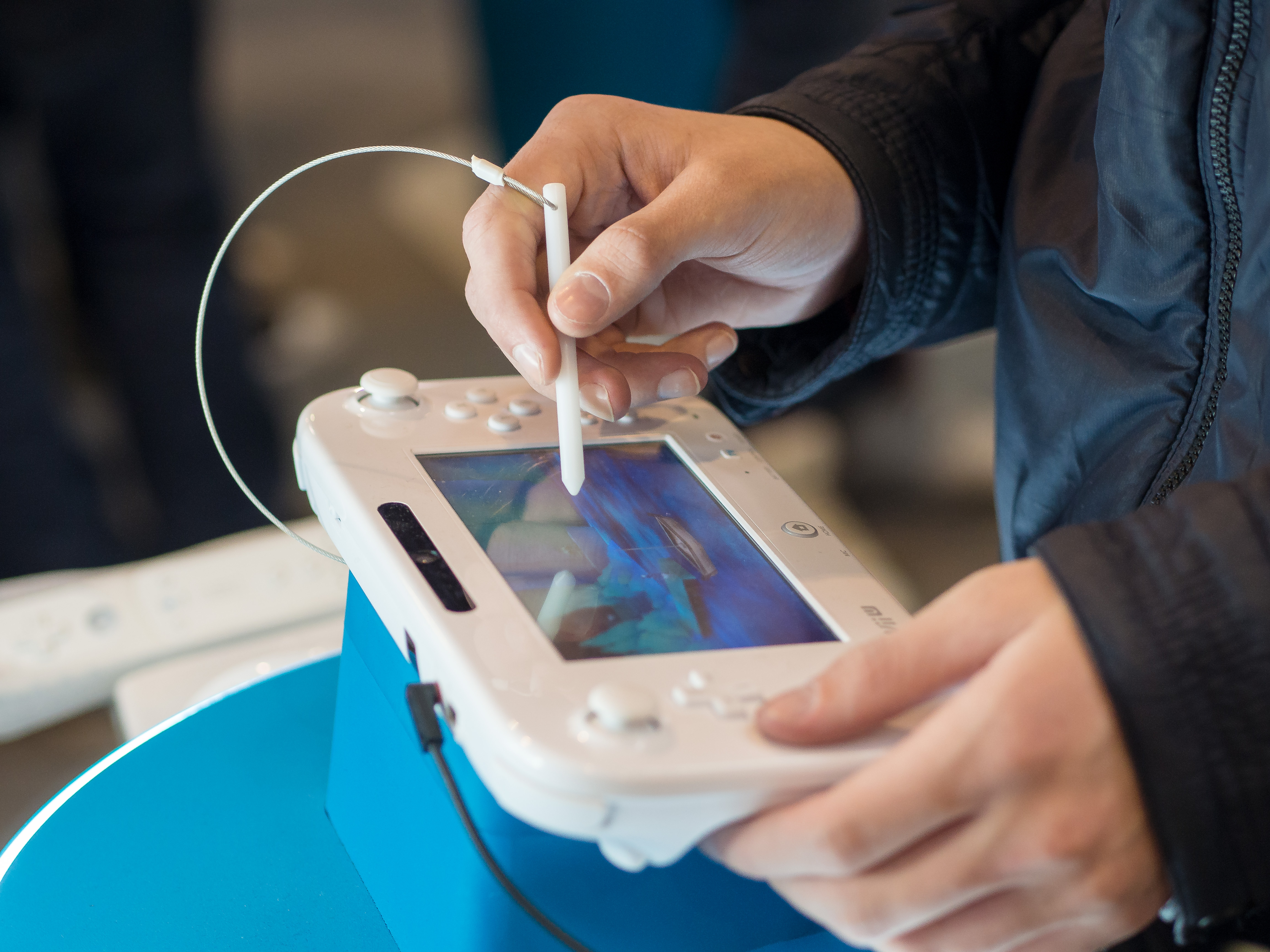
Консоль Wii U на «ИгроМире-2013»

### 4—5 ноября 2006 года
Открытие первой выставки интерактивных развлечений «ИгроМир» состоялось в 57-м павильоне Всероссийского Выставочного Центра. Стенды были выполнены в виде замков, а в павильоне разместили настоящий воздушный шар. В мероприятии приняли участие более 50 компаний-разработчиков компьютерных и видеоигр, среди них были Crytek, Massive Entertainment, Midway Games, 1С, Nival, «Бука», KranX Productions, «Игромания», Gaijin, «Акелла», Avalon Style, Microsoft, Sony, Electronic Arts, Paradox Entertainment, Running with Scissors, Inc. и другие. За два дня работы выставку посетило более 50 тысяч человек.

### 2—4 ноября 2007 года
На следующий год время работы выставки было увеличено до трёх дней, а площадь выросла до 13 тыс. м². Спонсорство выставки взяли на себя компании 1С, «Акелла», «Бука» и Nival Interactive. Онлайн-секцию, появившуюся в этом году впервые, спонсировала компания IT Territory: посетители могли поучаствовать в матче по Quake 4 или Counter-Strike. ИгроМир посетил Винс Дезидерио, вице-президент студии Running with Scissors, выпустившей игру Postal. В программу выставки входили шоу-программы, конкурсы, презентации игр, демонстрации, призы и подарки. Выставка привлекла более 50 тысяч человек.

### 6—9 ноября 2008 года
На третий год существования длительность выставки достигла четырёх дней: на первый день пригласили только представителей игровой индустрии и журналистов (бизнес-день), а в остальные три дня был открыт доступ всем желающим. Среди около 120 участников выставки были такие компании, как Microsoft, Sony и Nintendo со своими консолями Xbox 360, PlayStation, Wii. Участники могли поиграть в Fable II, Gears of War 2, Call of Duty: World at War, LittleBigPlanet, Resistance 2, а также Wii Sports и Wii Music. Разработчики Blizzard Entertainment представили свежее дополнение «Wrath of the Lich King» к массовой многопользовательской ролевой онлайн-игре World of Warcraft. По подсчётам организаторов, выставку посетили 65-75 тысяч человек.

### 5—8 ноября 2009 года
В 2009 году выставка вновь проходила в четырёхдневном формате. В первый день доступ также был открыт представителям индустрии, журналистам и обладателям VIP-билетов. Прошедший финансовый кризис сократил количество компаний-участников до небольшого числа: 1С, «Софт Клаб», «Бука», «Акелла», «Новый Диск», Astrum Nival, Nival Network, Electronic Arts, Sony, Blizzard Entertainment, Microsoft, Nintendo, Sega. «ИгроМир-2009» посетил глава команды разработчиков игровой серии Tekken Кацухиро Харада, который ответил на вопросы по шестой части серии игры. На этой выставке практически отсутствовали многопользовательские онлайн-игры, однако общее число посетителей выросло до 82 тысяч человек.

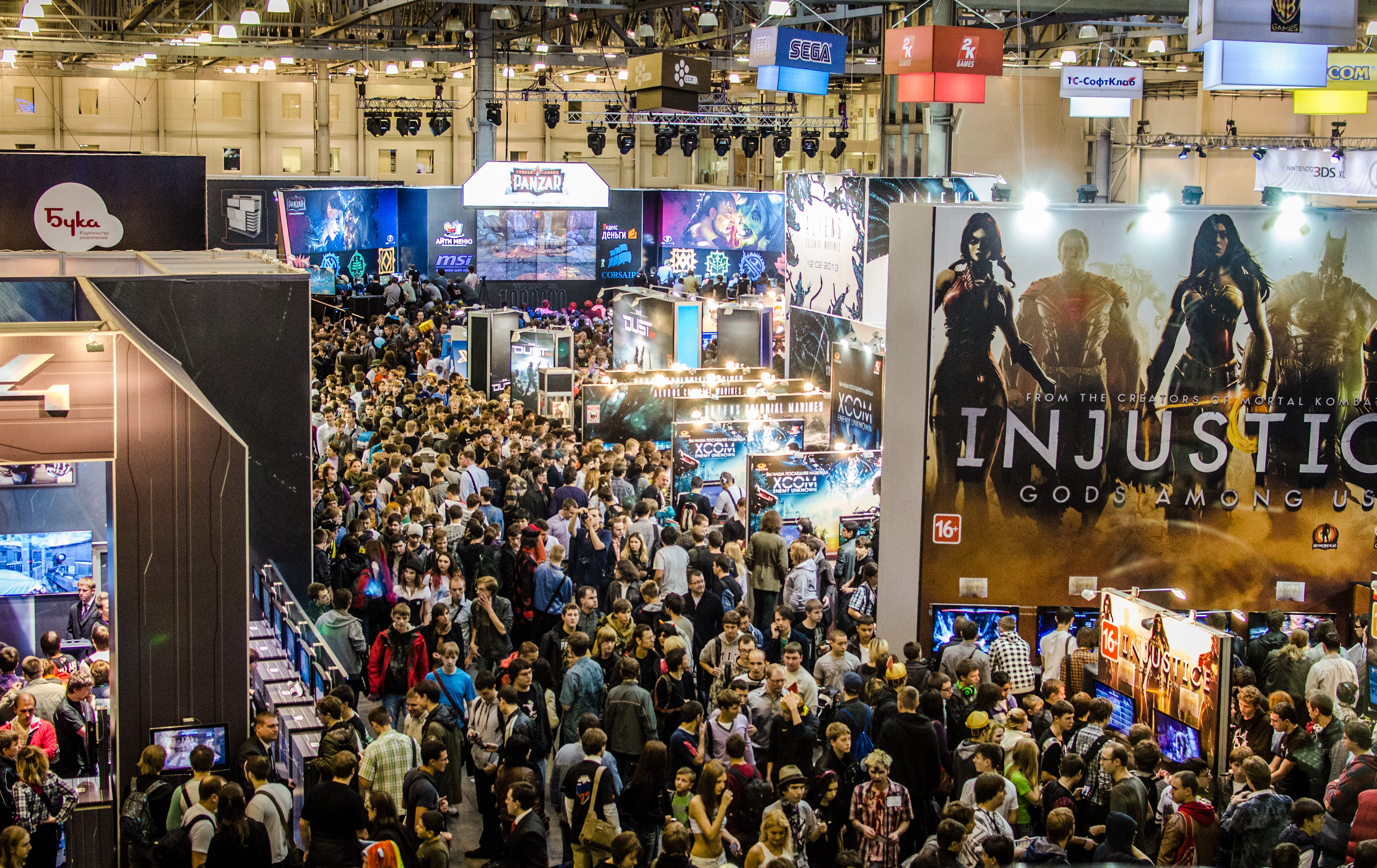
«Игромир-2012»

### 3—6 ноября 2010 года
Пятая выставка по традиции открылась «бизнес-днём», в котором приняли участие более 3500 специалистов, остальные дни освещали более 900 представителей прессы. Всего в выставке приняло участие более 110 компаний, среди которых были 1С-СофтКлаб, «Акелла», «Бука», Nival Network, Mail.Ru, а также Microsoft, Sony Computer Entertainment, Electronic Arts, Activision, Nintendo, Sega. На выставке отсутствовал стенд крупной компании Blizzard, вероятной причиной послужило проведение собственного мероприятия BlizzCon. В свою очередь 1С представили игры «В тылу врага: Штурм 2», The Witcher 2: Assassins of Kings, а также ожидаемый IL-2 Sturmovik: Cliffs of Dover. Sony Computer Entertainment Europe и Microsoft показали новые контроллеры: Move для PlayStation 3 и сенсор Kinect для Xbox 360. Посетители могли ознакомиться с демоверсией игры Marvel vs. Capcom 3: Fate of Two Worlds от компании Capcom, разработанной при участии студии Eighting. Организаторы «ИгроМира» насчитали более 90 тысяч посетителей.

Косплееры на «ИгроМире» в ВВЦ
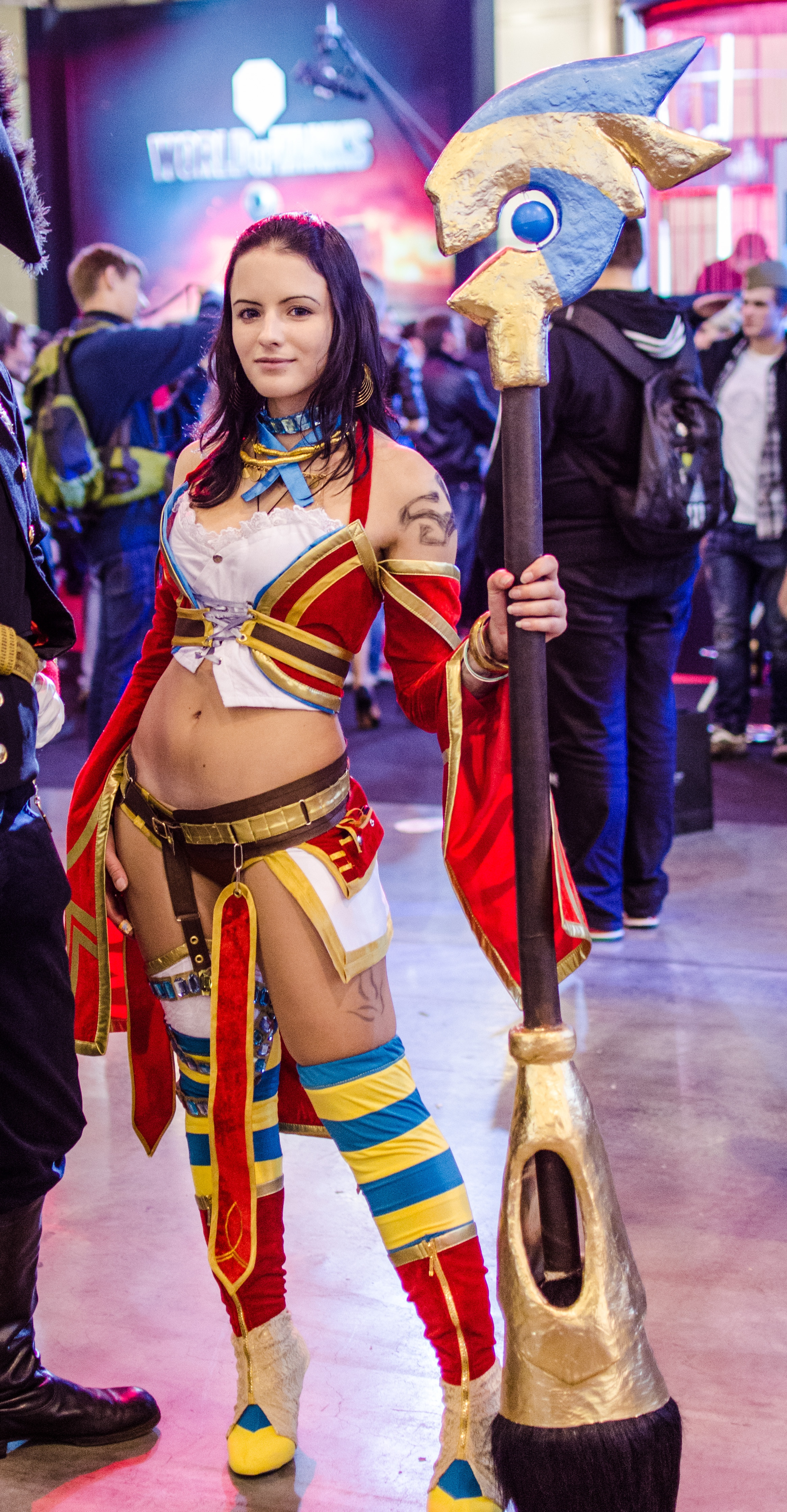
Анастасия Коткова в образе героини Prime World, 2012
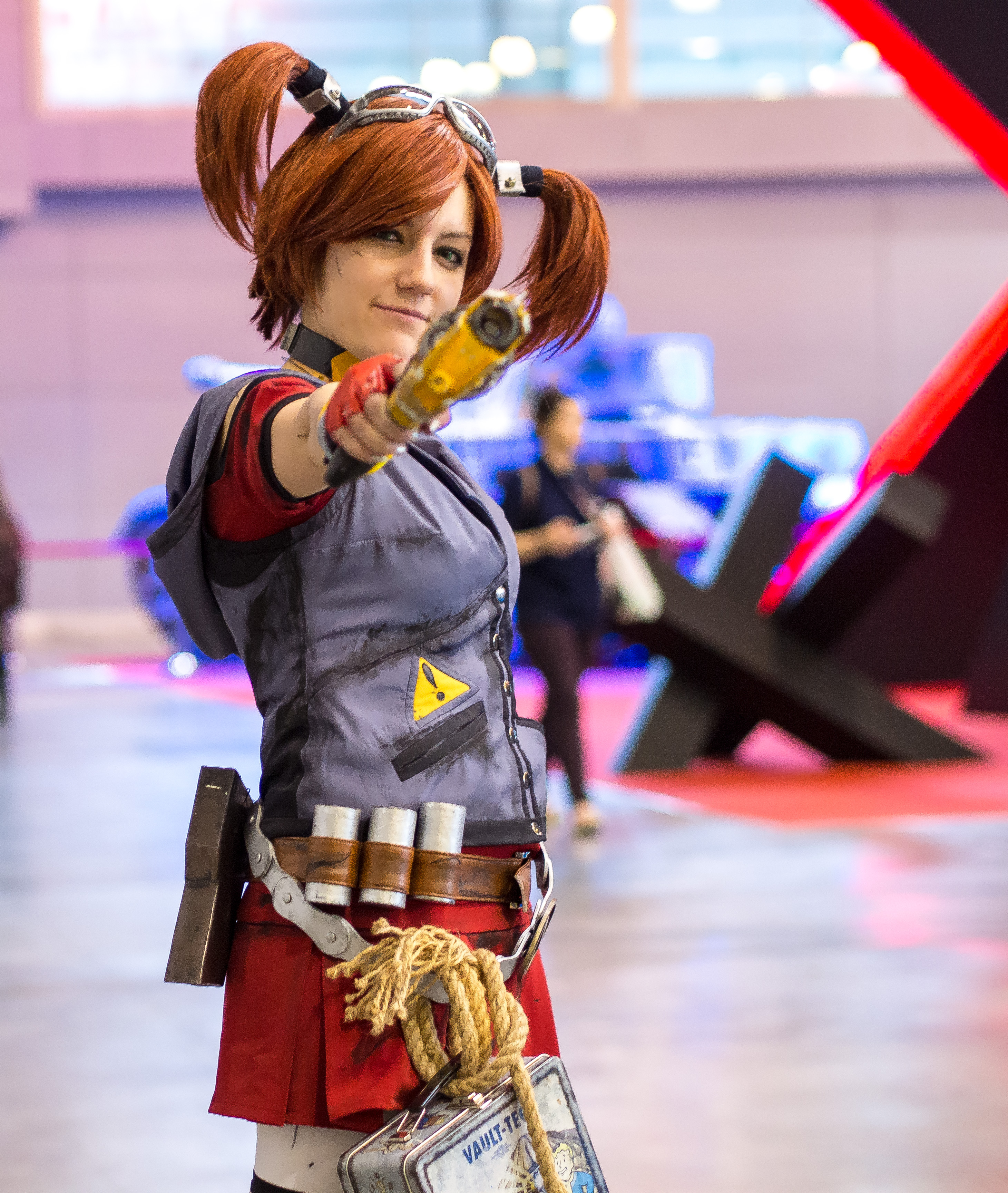
Косплеерша на выставке 2013 года
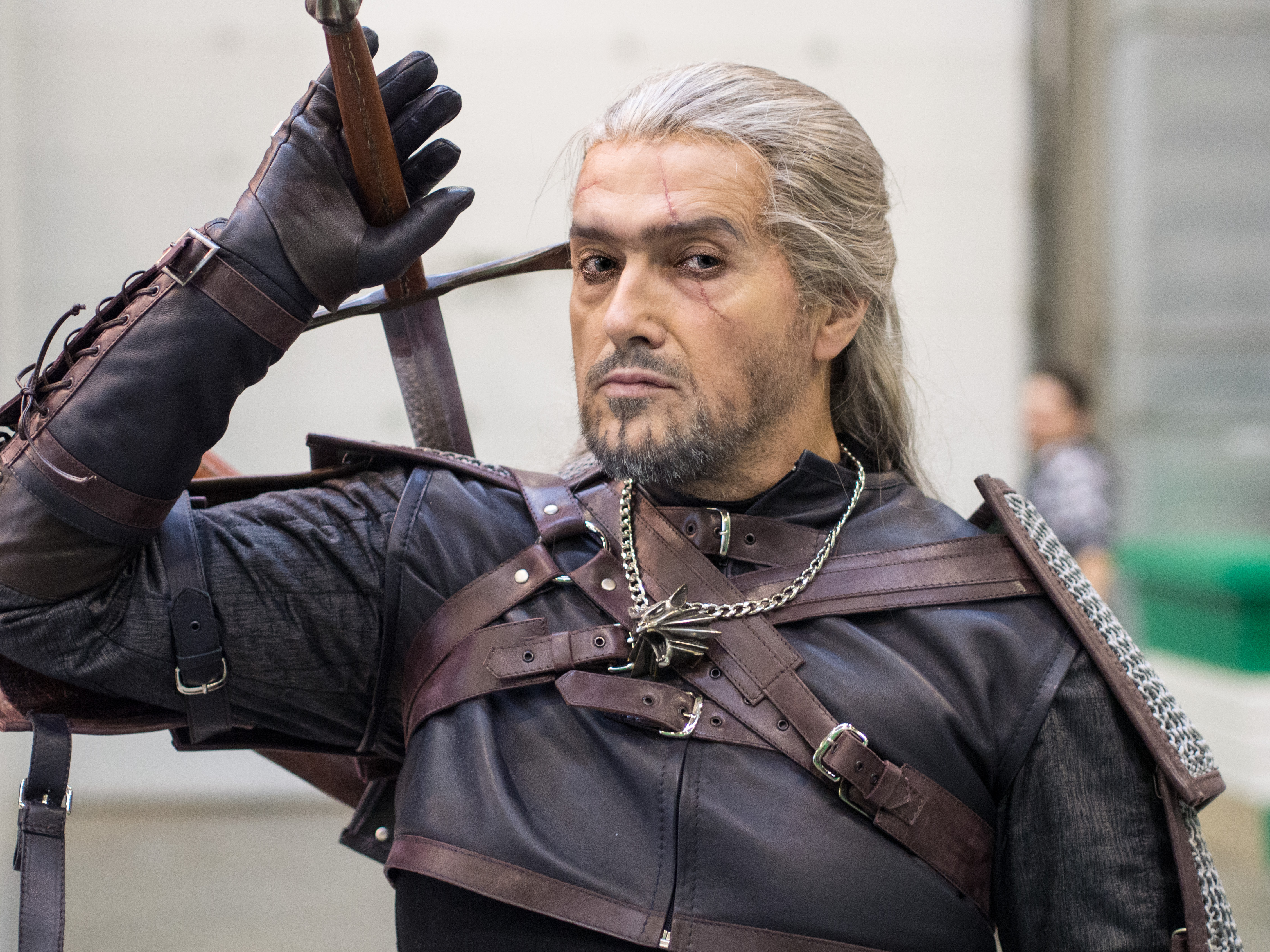
Косплей Ведьмака, 2013
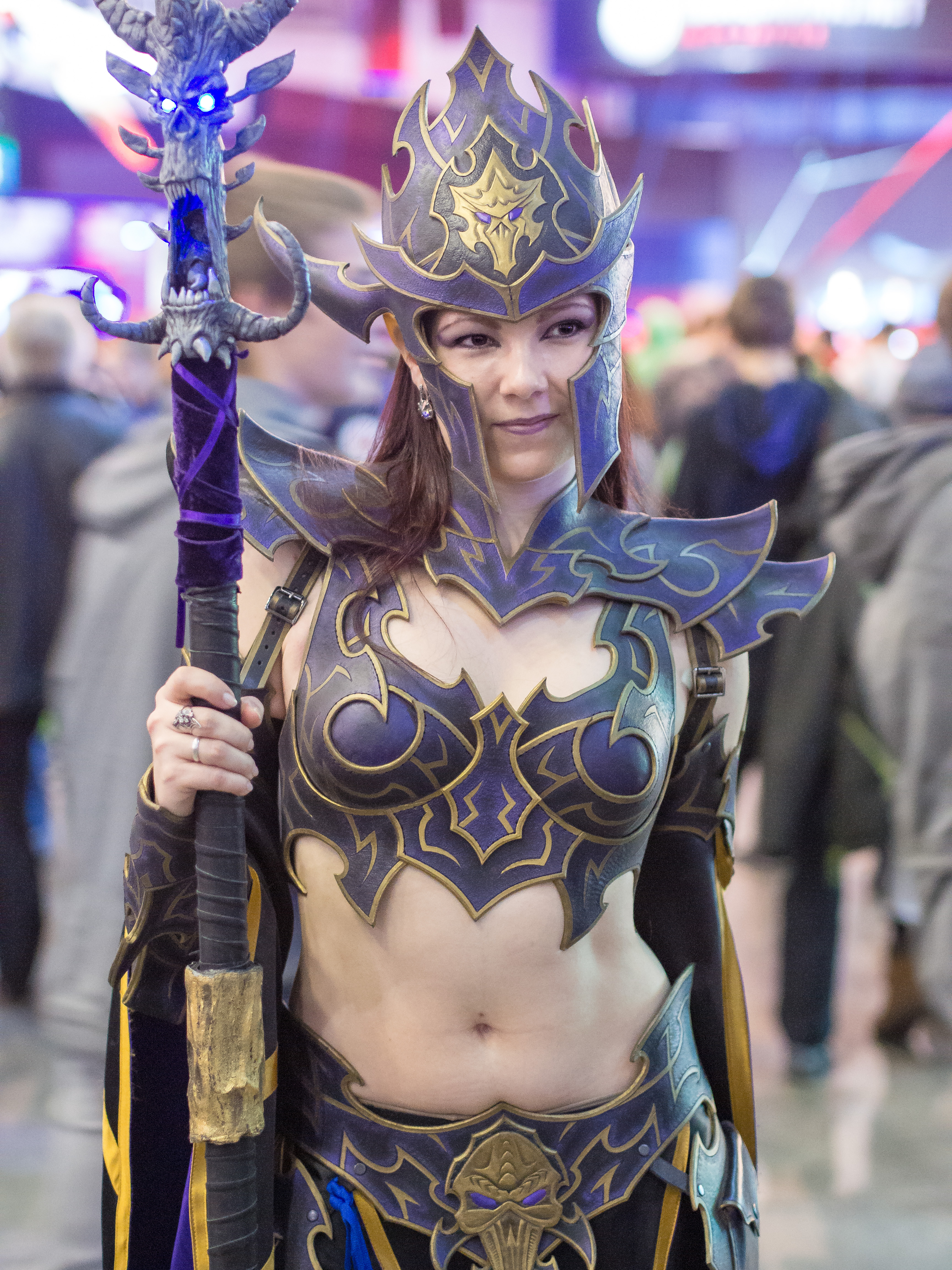
Косплей тёмного эльфа, 2013
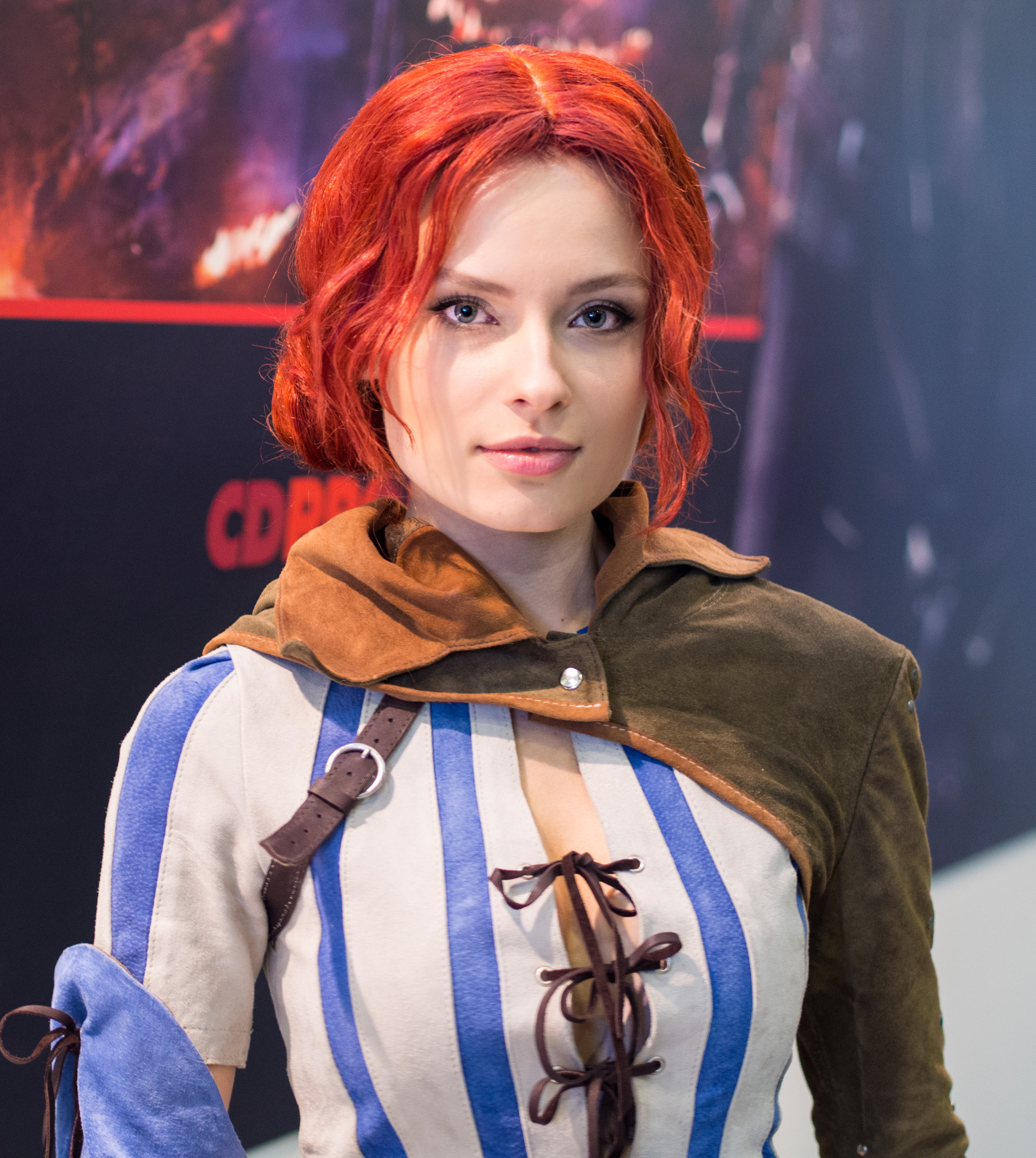
Кристина в образе из Witcher 3, 2013
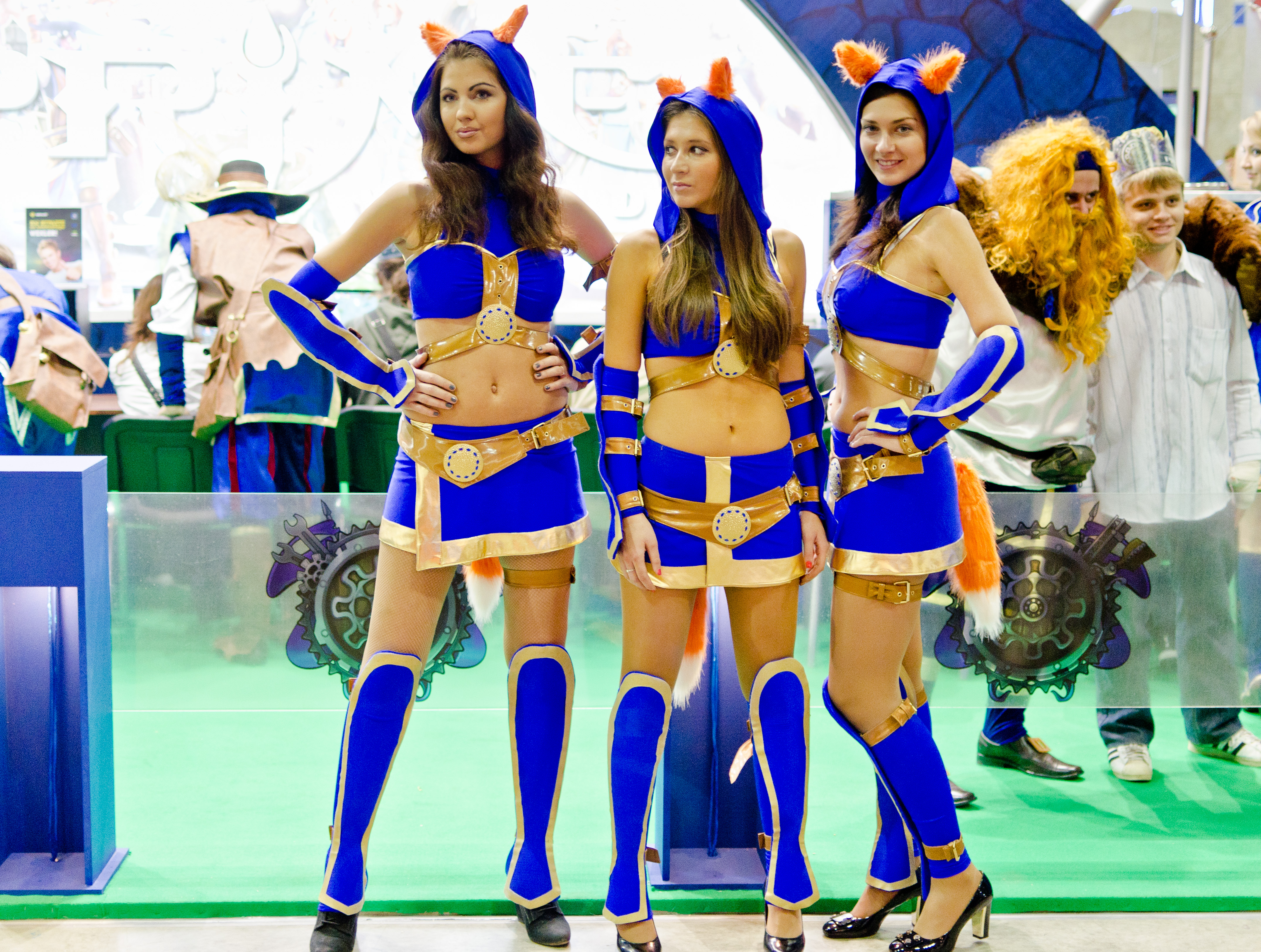
Косплей на выставке 2011 года
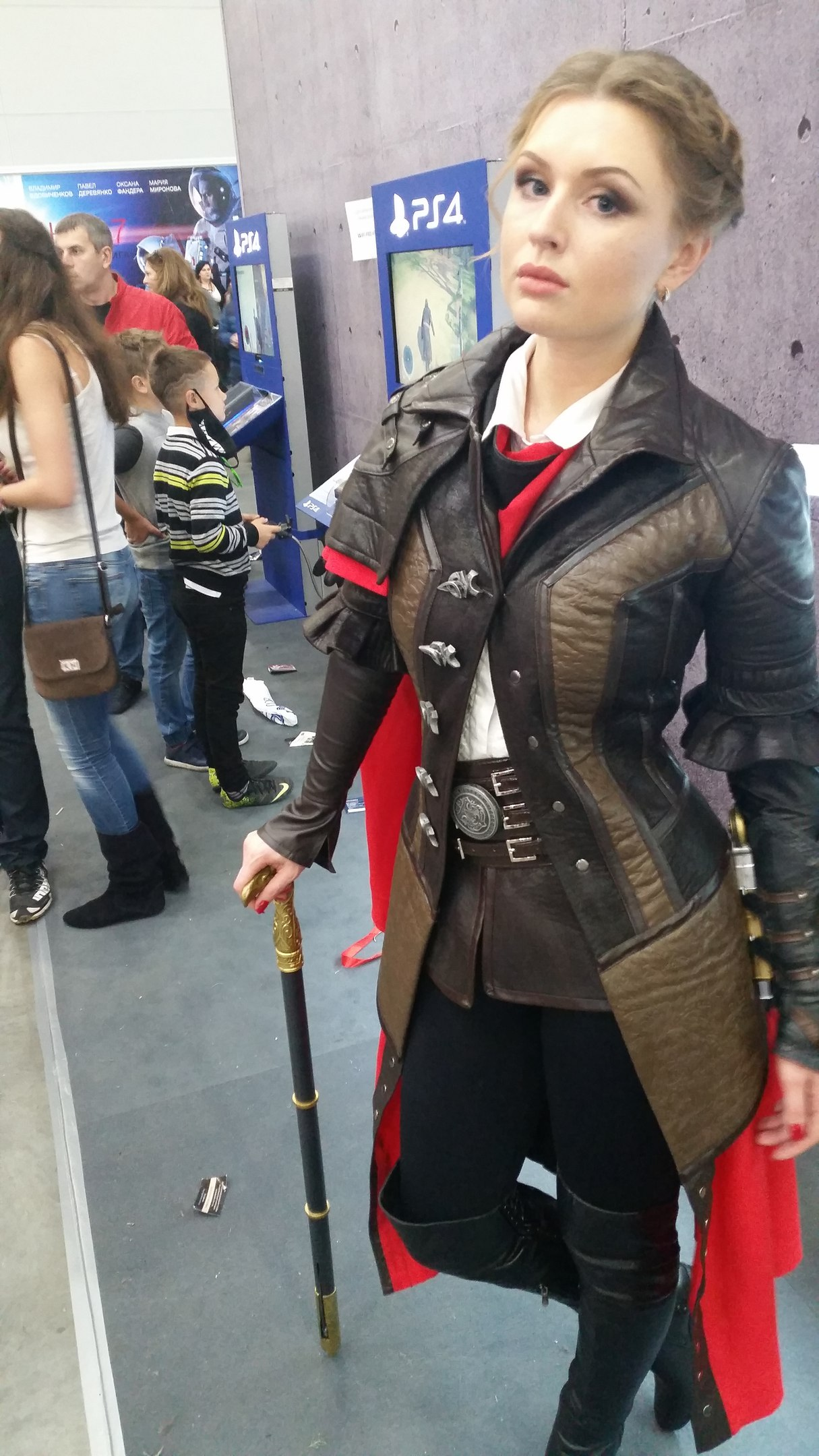
Косплей на Иви Фрай, 2016
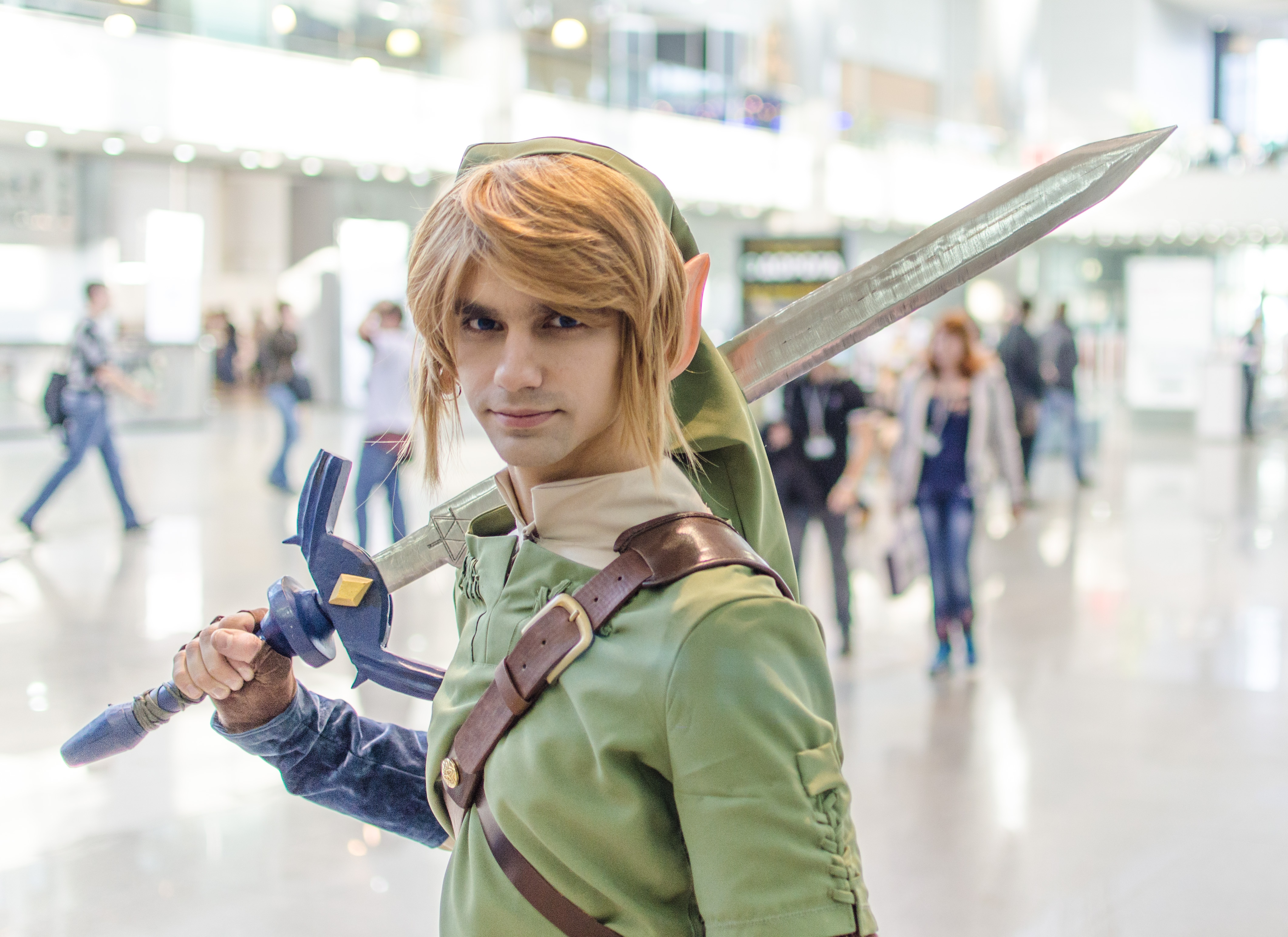
Линк (The Legend of Zelda) 2012
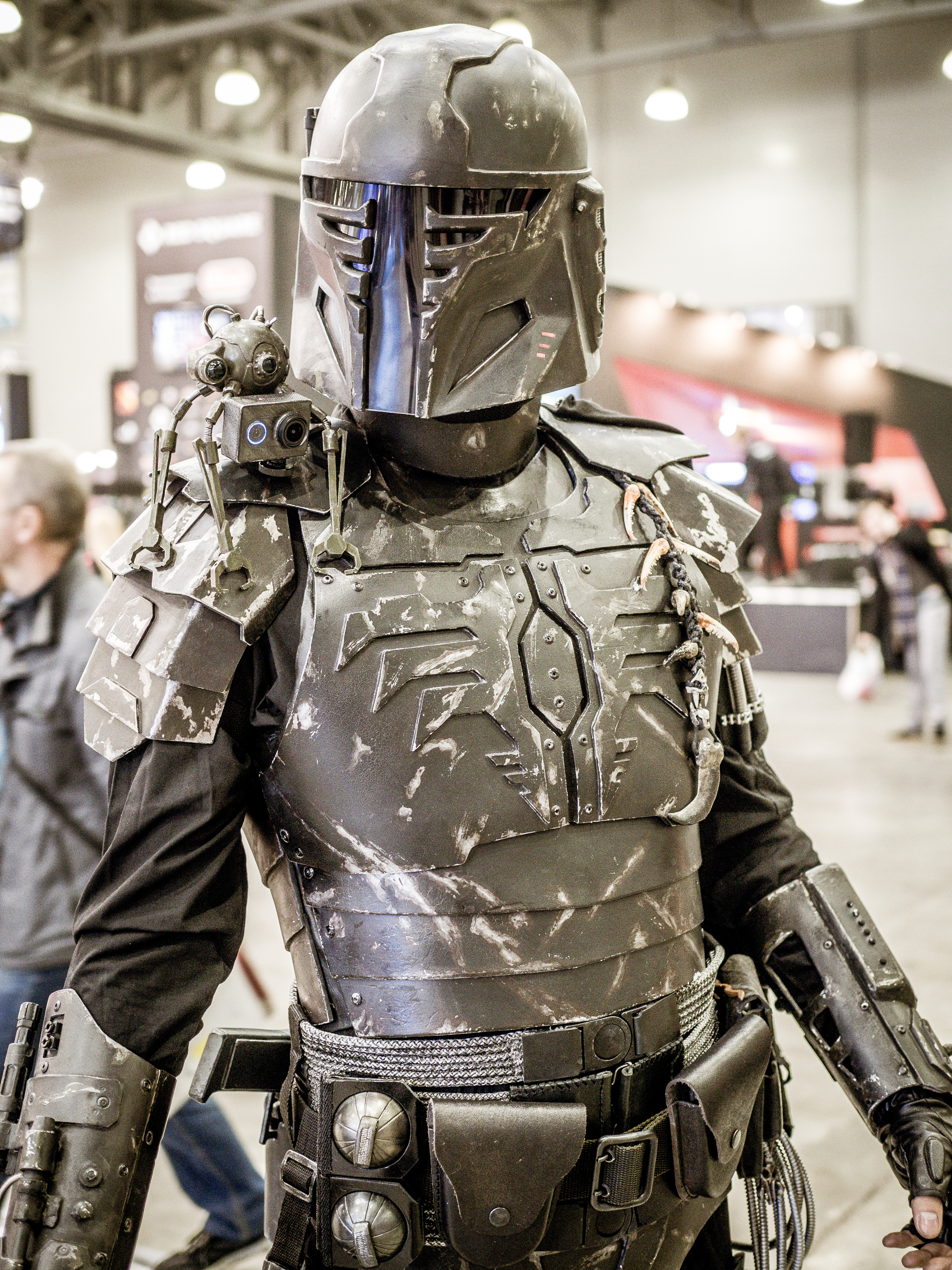
Косплей на выставке 2016 года
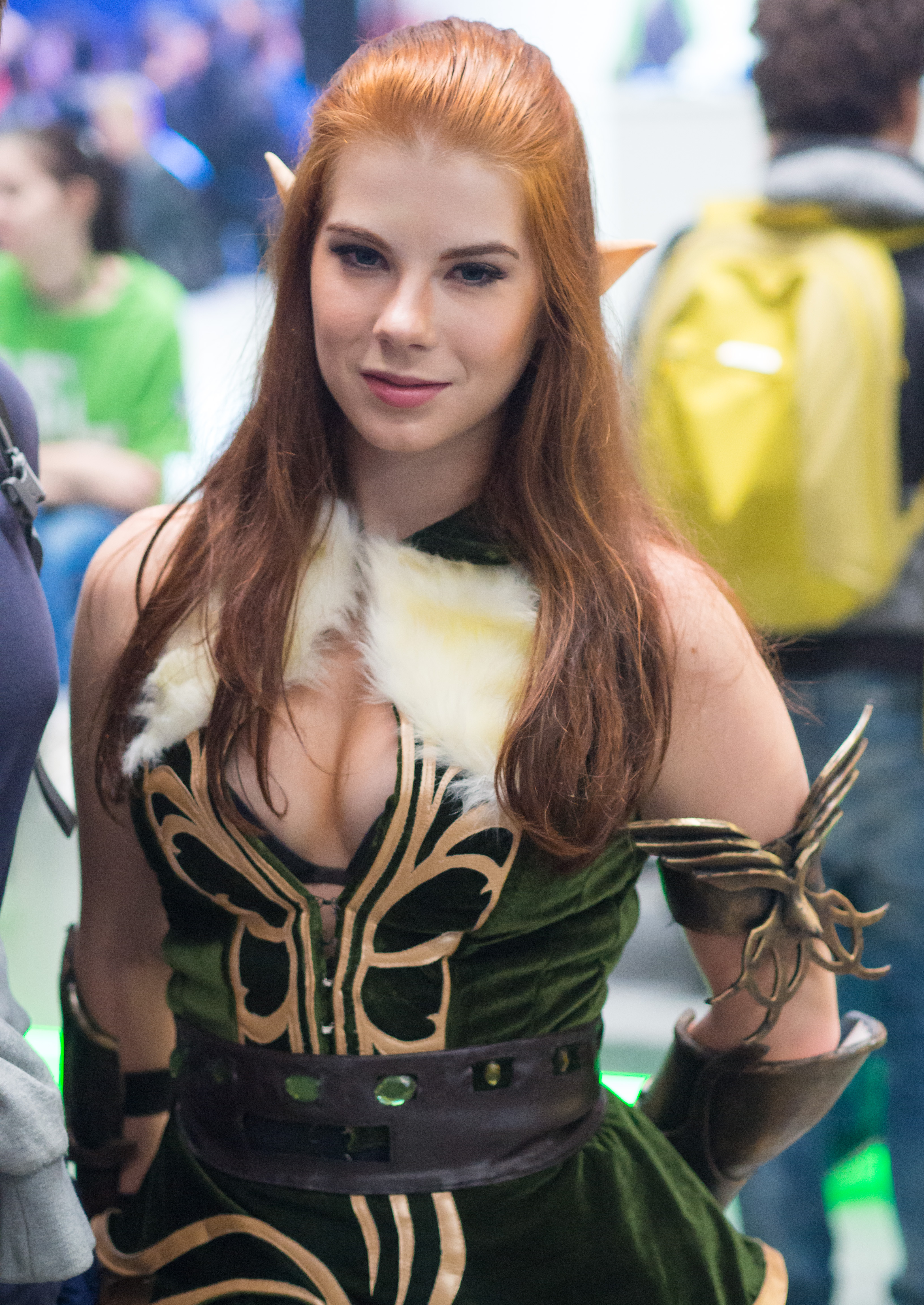
Косплей на выставке 2016 года
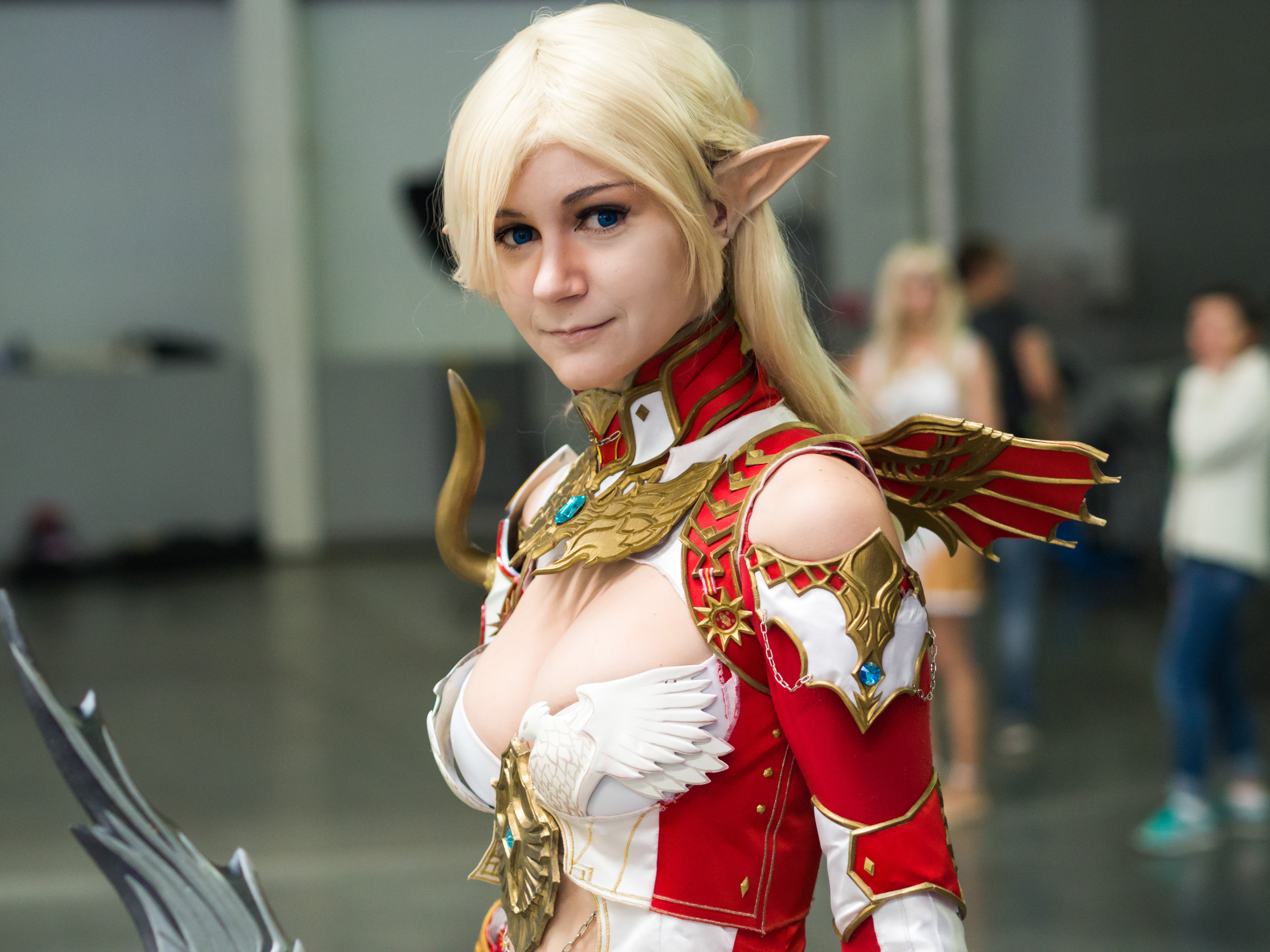
Косплей на выставке 2015 года

## Крокус Экспо

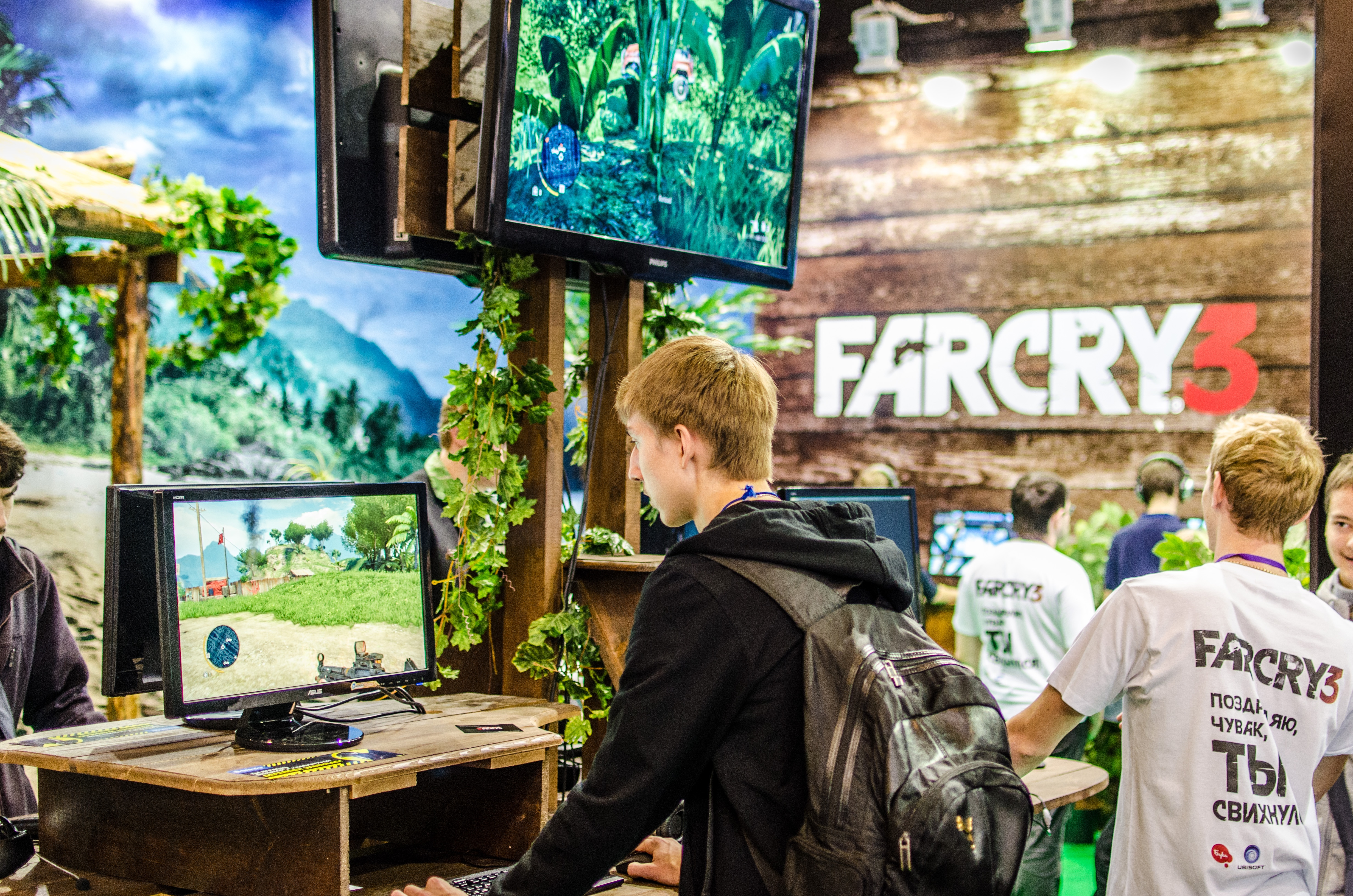
Стенд игры Far Cry 3 ИгроМир-2012

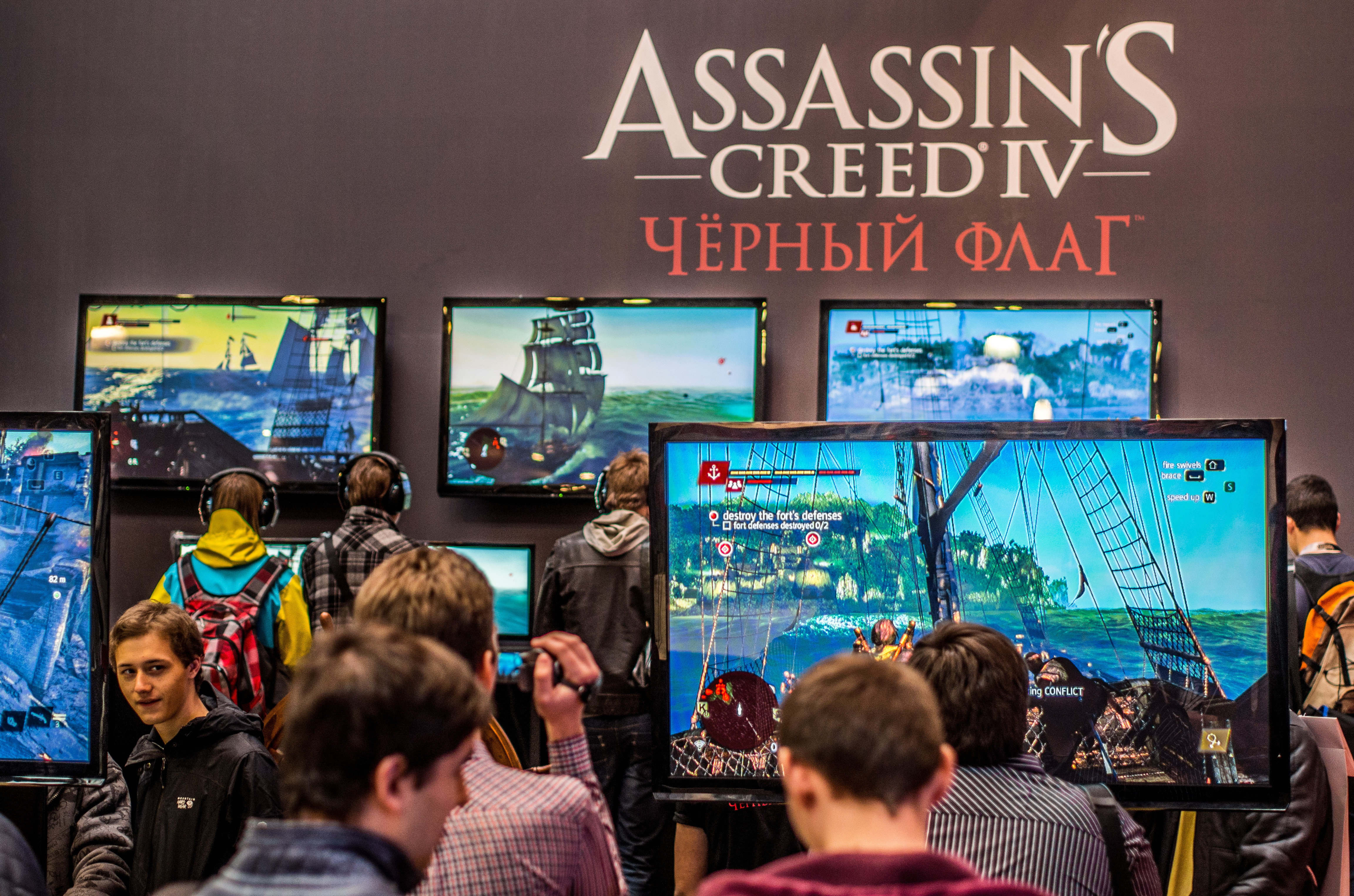
Стенд игры Assassin’s Creed IV: Чёрный флаг ИгроМир-2013

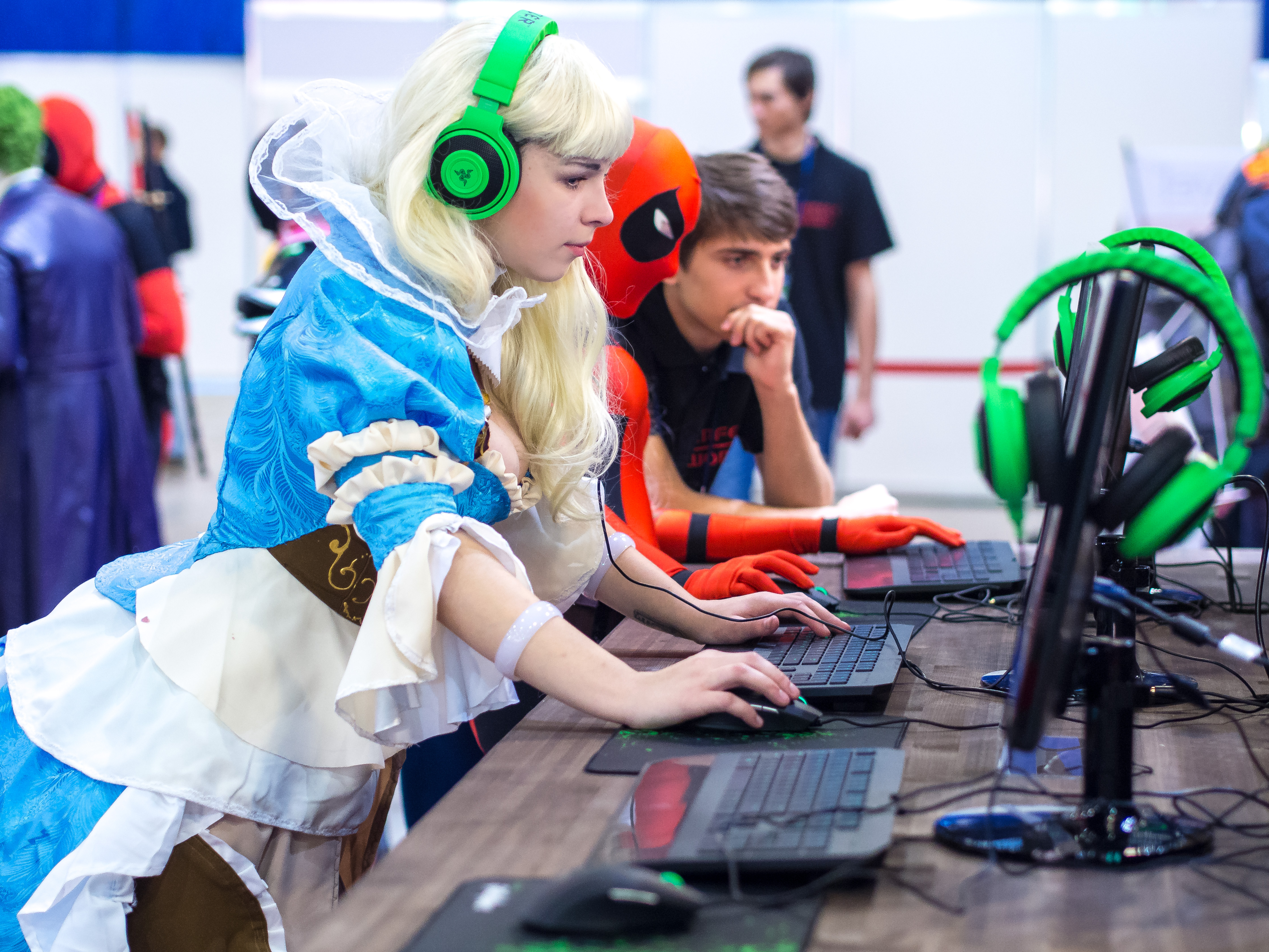
Игровые стенды на ИгроМир-2013

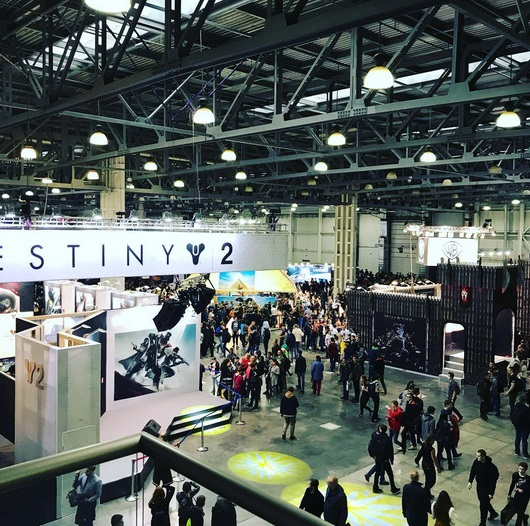
Выставочные площади в 2017 году

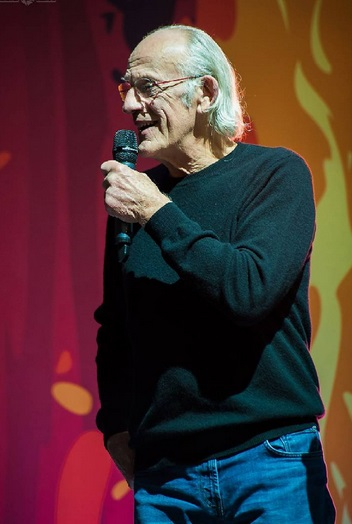
Кристофер Ллойд на ИгроМире 2017 года

### 6—9 октября 2011 года

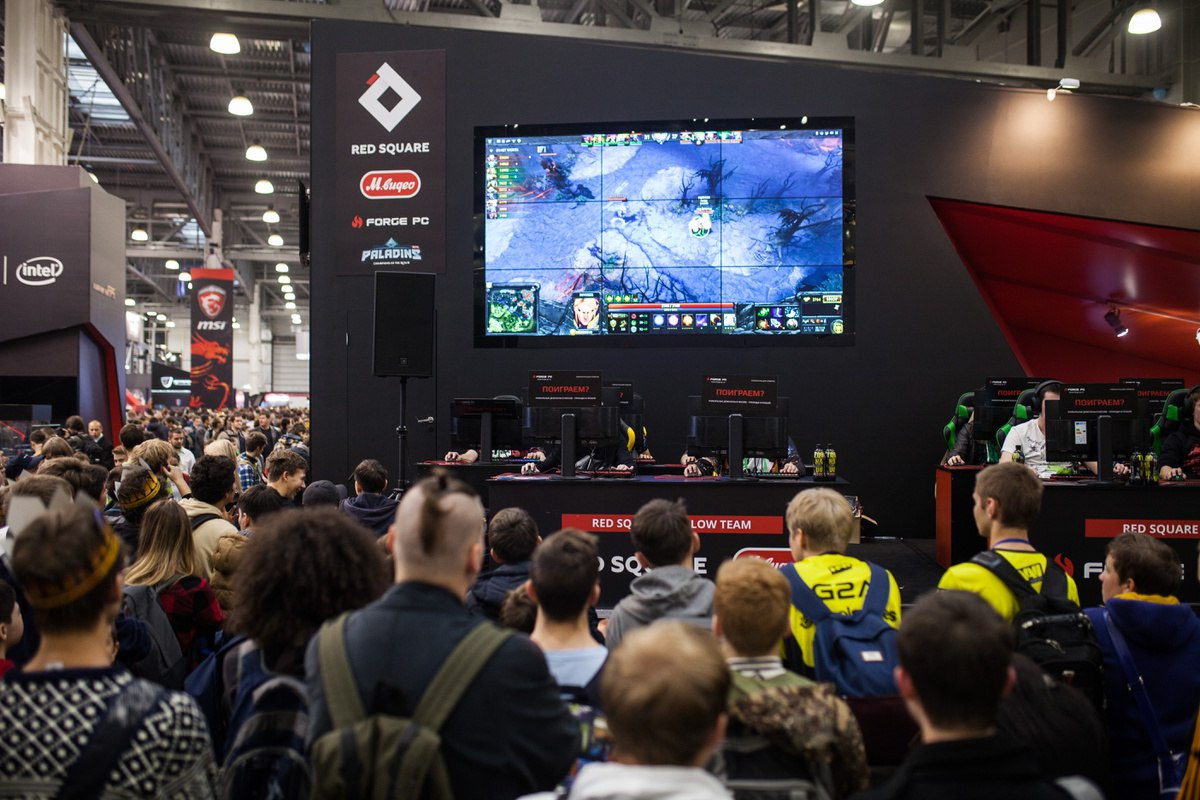
Стенд Red Square на «ИгроМире-2016»

В 2011 году организаторы перенесли «ИгроМир» на территорию одной из крупнейших выставочных площадок мира — Крокус Экспо в Красногорске. Выставку разместили на одном этаже, вместо двух, как было на ВВЦ. Формат проведения остался неизменным: один «бизнес-день» и три дня свободного посещения. Среди множества участников традиционно отметились Blizzard, Electronic Arts, 1С-Софтклаб, Nintendo, Sony Computer Entertainment, Microsoft, «Акелла». Последние представили посетителям мультиплеер Assassin’s Creed: Revelations. Компания Sony рассказала об открытии завода Sony Digital Audio Disc Corporation в Боровске, поделилась планами на 2012 год и продемонстрировала консоль PS Vita. Всего за четыре дня выставку посетило более 100 000 человек.

### 4—7 октября 2012 года
Седьмая ежегодная выставка «ИгроМир» разместилась в трёх небольших залах Крокус Экспо, потому что в этом году также не участвовали многие крупные компании, например, Electronic Arts и Sony — это связывали с подготовкой компаний к презентации новых продуктов в 2013 году. В одном из залов располагалась семейная зона со спортивными и танцевальными играми, а также детская комната. На выставке были представлена новинка популярной серии Injustice: Gods Among Us и Tomb Raider. Польский издатель компьютерных игр CD Projekt Red представил RedKit — редактор для The Witcher 2. 1С-СофтКлаб провёл презентацию игры Dishonored. Единственную презентацию провела компания Nintendo: глава Сатору Сибата представил консоль Wii U, релиз которой планировался гораздо позже. В 2012 году выставку посетило 105 500 человек.

### 3—6 октября 2013 года
Восьмая выставка «ИгроМир» заняла 25 тыс. м² Крокус Экспо, а число посетителей превысило 130 тысяч человек. Одной из главных презентаций выставки были приставки нового поколения PlayStation 4 от Sony Computer Entertainment и Xbox One от Microsoft, а также контроллеры дополненной реальности. На выставке впервые появилась турнирная зона, где геймеры могли сразиться в League of Legends, Starcraft II, World of Tanks и других играх и получить денежное вознаграждение за победу. Так, награда за победу в финале второго сезона Wargaming.net League составляла несколько миллионов долларов.

### 2—5 октября 2014 года
«ИгроМир» проходил вместе с Конференцией разработчиков компьютерных игр (КРИ) и выставкой Comic-Con Russia (известна как Comic Con) в качестве эксперимента. Формат выставки остался четырёхдневным с VIP-посещением в первый день. «ИгроМир» вместе с Comic Con заняли три зала в одном из павильонов Крокус Экспо. Конференция проходила в специальной бизнес-зоне для работников и представителей игровой индустрии. Главными новинками «ИгроМира» стали сразу несколько игр: The Witcher 3: Wild Hunt от СD Projekt RED, Bloodborne для PlayStation 4 от японского геймдизайнера Хидэтаки Миядзаки, Assassin’s Creed: Unity и Assassin’s Creed Rogue от Ubisoft, а также Batman: Arkham Knight, разработанная Rocksteady Studios — филиалом Warner Bros. Interactive Entertainment. Стенд Wargaming, разработчиков World of Tanks, World of Warplanes и World of Warships, имел четыре игровые зоны для участников и сцену для киберспортивных соревнований. Представители игры Survarium проводили спортивные конкурсы, а также по сборке-разборке автомата Калашникова и использованию противогазов. Победители награждались фирменными жетонами и игровой валютой. На этой выставке компания Ubisoft официально объявила об открытии офиса в Москве. Организиторы насчитали в 2014 году 157 тыс. посетителей.

### 1—4 октября 2015 года
Десятый «ИгроМир» также прошёл совместно с Comic Con, за четыре дня мероприятие посетили 162 тысячи человек. В этом году Sony презентовала шутер Star Wars: Battlefront, обновления Uncharted: The Nathan Drake Collection, Assassin’s Creed Syndicate, Street Fighter V для PlayStation 4, а также продемонстрировала шлем виртуальной реальности PlayStation VR. Помимо этого, была представлена демоверсия Dark Souls III от Bandai Namco, военный шутер Call of Duty: Black Ops III от Activision и Total War: Warhammer. Польская студия CD Projekt представила широкой публике первое сюжетное дополнение к игре The Witcher 3: Wild Hunt под названием «Каменные Сердца». Компания Wargaming организовала открытую демонстрацию Master of Orion, Activision, показала ритм-симулятор Guitar Hero Live. На закрытых секциях демонстрировались Dark Souls III, новый Hitman и Call of Duty: Black Ops III. На мероприятии были турнирные площадки FIFA 2016 и Mortal Kombat, призовые места поощрялись новыми компьютерным оборудованием. Obsidian Entertainment, разработчики игры Armored Warfare, разыграли настоящую бронированную разведывательно-дозорную машину. Гостями выставки стали Альфи Аллен (Теон Грейджой в телесериале «Игра престолов»), Саммер Глау (Ривер Тэм в телесериале «Светлячок»), Триша Хелфер (Шестёрка в сериале «Звёздный крейсер „Галактика“»), Энтони Дэниелс (C-3PO из «Звёздных воин»).

### 29 сентября — 2 октября 2016 года
Выставку «ИгроМир» совместно с Comic Con посетило более 163 тыс. человек. Всего в мероприятии участвовало более 250 компаний (210 стендов), среди них были Sony, Capcom, Epic Games, WB Games, Sega, Bandai Namco, 2K Games, Intel, ASUS, Lenovo, MSI, 20th Century Fox СНГ, Disney, Marvel, Bubble и другие. Компания «Бука» в честь двадцатилетия франшизы Лары Крофт организовала полосу препятствий и пятиметровый скалодром, за прохождение которого допускали к розыгрышу PlayStation 4 Slim. Постетители знакомились с играми Syberia 3 и Rise of the Tomb Raider. WB Games продемонстрировала Injustice 2 и Batman: Arkham в формате VR, а также несколько LEGO-игр. Компания Capcom оформила стенд в виде дома из Resident Evil 7, который собрал одну из самых долгих очередей. Sony организовала стенд вокруг нового игрового шлема PlayStation VR. Поиграть можно было в Eagle Flight, Driveclub VR, EVE: Valkyrie, Until Dawn: Rush of Blood, новую сюжетную главу «Кровные узы» для Rise of the Tomb Raider и даже выходящий Resident Evil. Также на выставке прошёл финал лиги Adrenaline Cyber League по Counter-Strike: Global Offensive, приз за победу составил 100 000 долларов.

### 28 сентября — 1 октября 2017 года

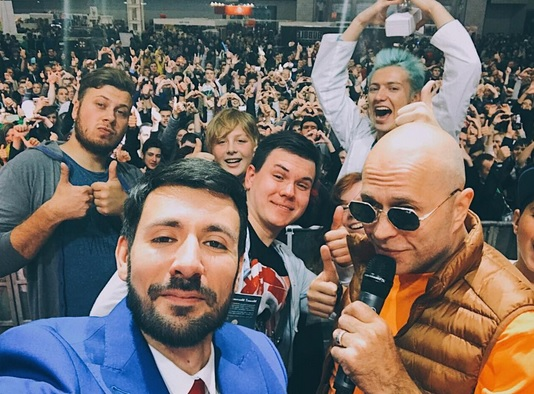
Лев Шагинян и Сергей Дружко на фестивале «Игромир 2017»

Выставку «ИгроМира» с Comic Con на территории 26 тыс. м² посетило 170 тыс. человек. Среди компаний-участников были Activision, Blizzard Entertainment, Ubisoft, Epic Games, Sega, Capcom, Bandai Namco и другие. Sony разместила проекты PlayStation на одной из самых крупных игровых зон «ИгроМира». Стенд Nintendo был посвящён новой консоли Nintendo Classic Mini и включал 20 заранее установленных классических игр. Ubisoft представила демоверсии видеоигр Assassin’s Creed Origins, Far Cry 5 и The Crew 2. Bandai Namco показала Tekken 7, Dragon Ball FighterZ и гонки Project CARS 2. Среди посетителей выставки были актриса Стефани Корнелиуссен, игравшая Валентину Восток в «Легендах завтрашнего дня», снятых по комиксам DC, а также художник из команды Marvel Джим Ченг, космический турист Ричард Гэрриот, актёры Кристофер Ллойд (доктор Эмметт Браун в кинотрилогии «Назад в будущее») и Рутгер Хауэр. Посетители могли посоревноваться между собой в Dota 2, Counter-Strike: Global Offensive, Overwatch, Rainbow Six: Siege и Tekken 7. Также прошли отборочные матчи и финал чемпионата России по Just Dance.

Косплееры на «ИгроМире» в Крокус Экспо (2017 год)
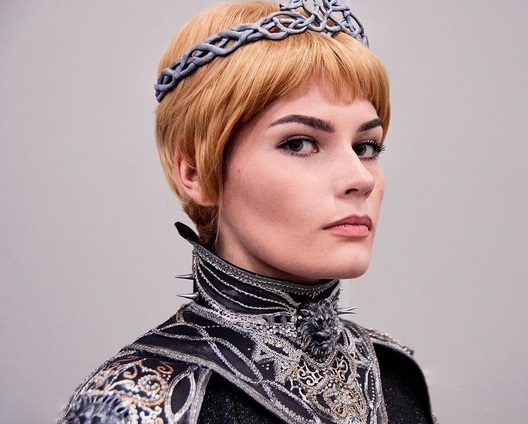
Косплей Серсеи Ланнистер
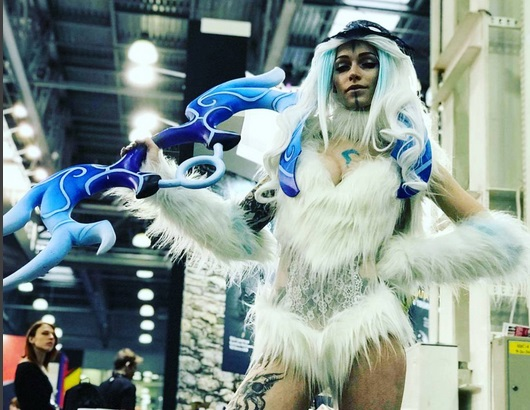
Косплеерша на выставке
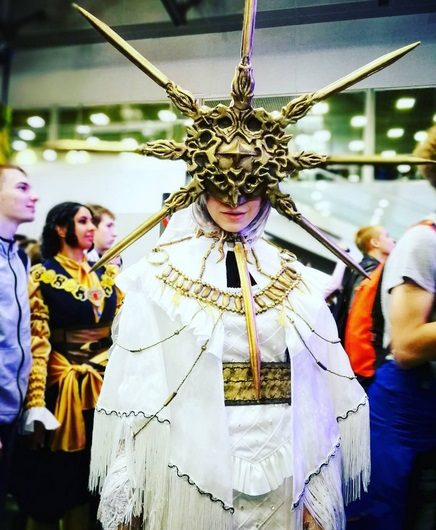
«ИгроМир» в Крокус Экспо
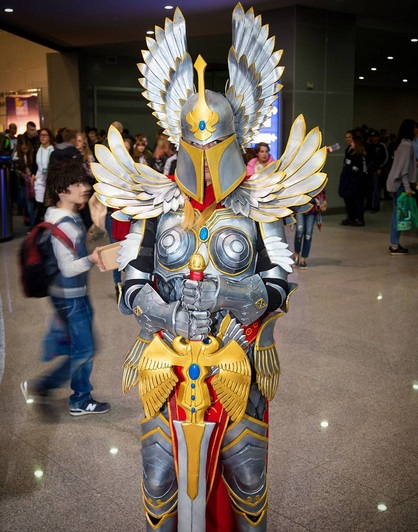
Рыцарь из «Героев Меча и Магии»
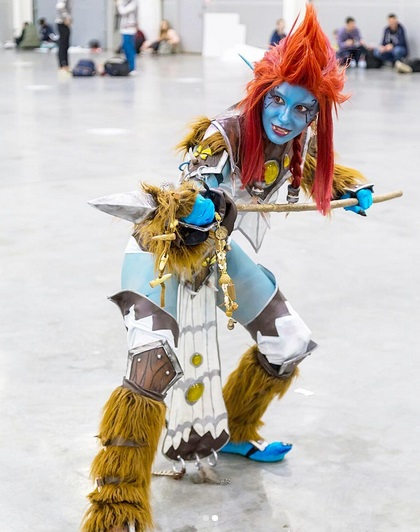
Косплей на «ИгроМире»
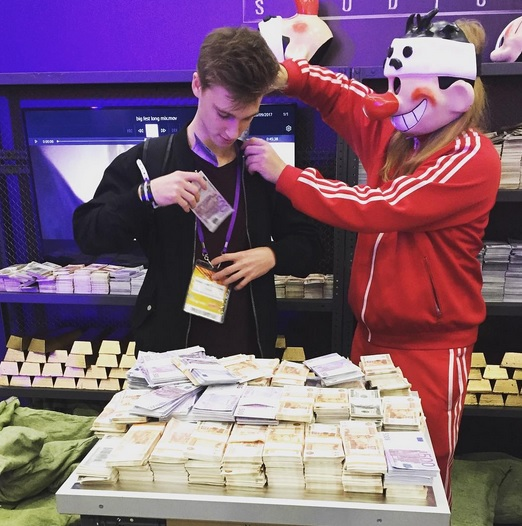
Один из стендов «ИгроМира»
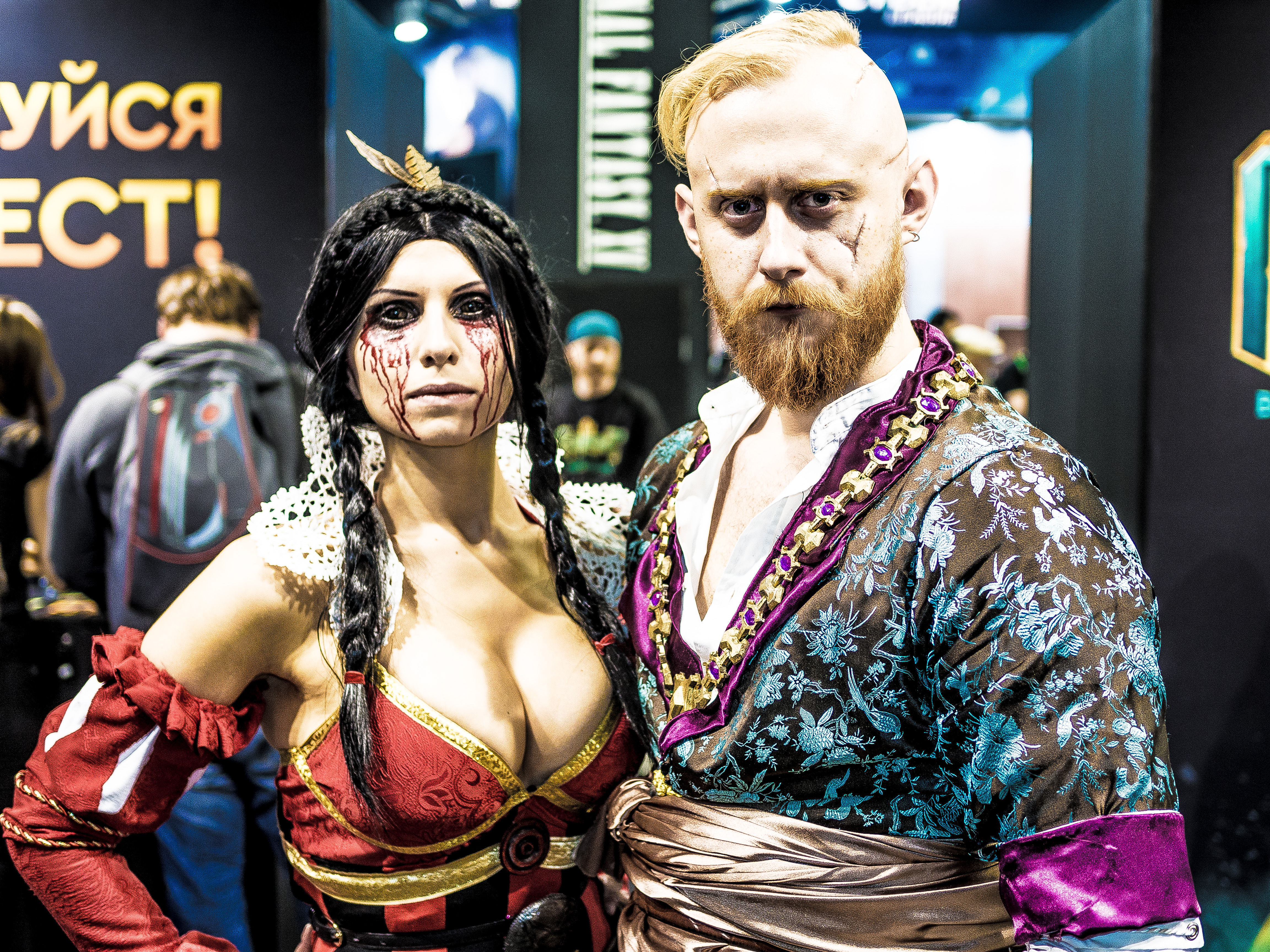
Косплей на Филиппу Эйльхарт и Ольгерд фон Эверека из «Ведьмака 3»
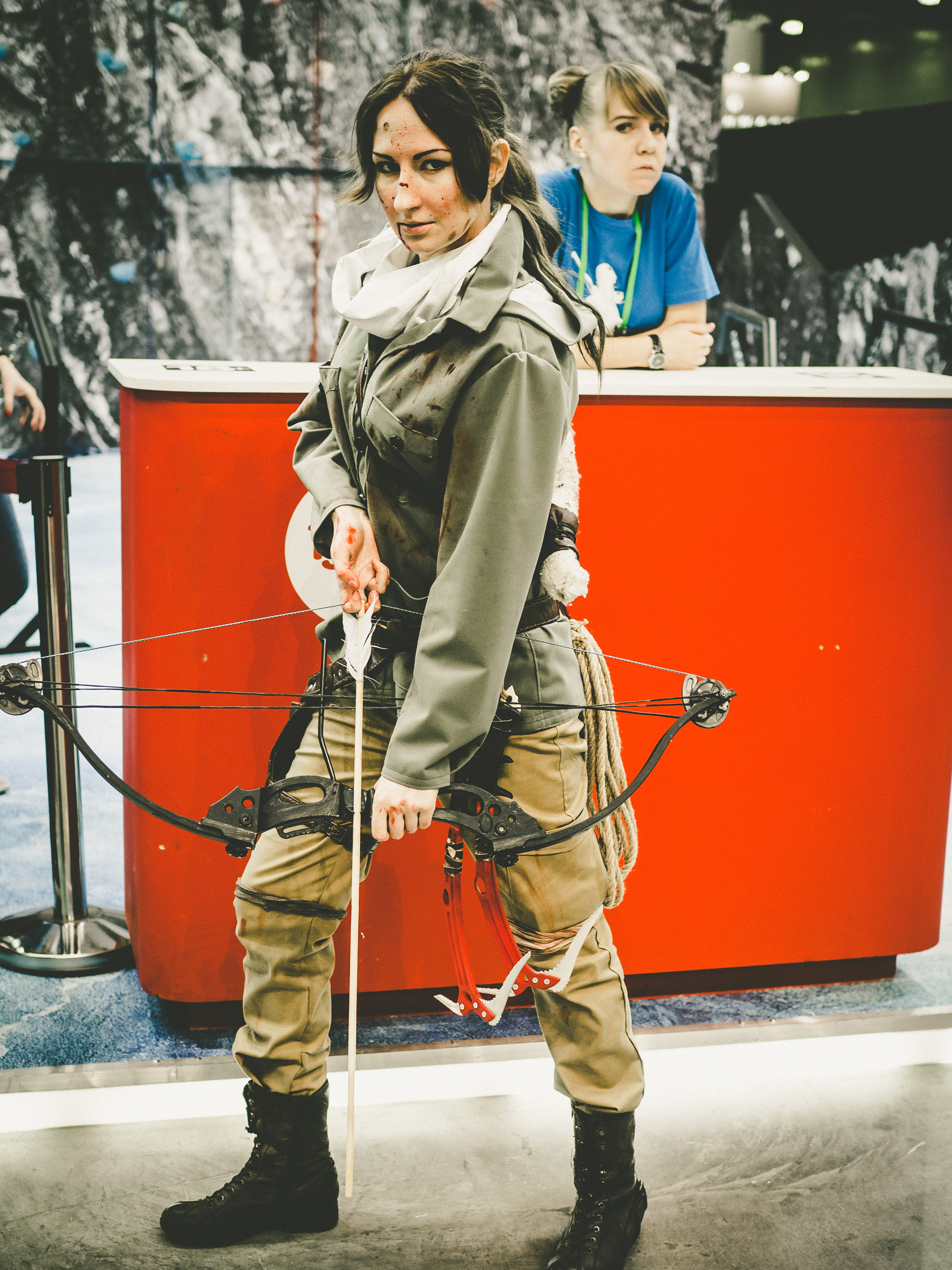
Косплей на Лару Крофт

### 4—7 октября 2018 года
ИгроМир проходил в Крокус Экспо, примерное количество посетителей составило от 170 до 180 тыс. человек. На игромире прошёл концерты лидера группы «Мельница» Хелависы и Павла Пламенева. Посетителей «ИгроМира 2018» со своими достижениями познакомили такие известные компании, как Blizzard Entertainment, Ubisoft, Activision, XBOX, PlayStation, ASUS, ACER, THQ Nordic, Intel, Microsoft, Bandai Namco, Gamepark, GIGABYTE, OMEN by HP, «БУКА», Red Square, «М.Видео», Warner Bros Interactive Entertainment, NZXT, Legion by Lenovo и многие другие. Посетители выставки получили возможность пообщаться со специальными гостями мероприятия — певицей Хелависа (Наталья О’Шей), лидером группы «Мельница» и писателем Дмитрием Глуховским, который провёл презентацию готовящейся к релизу игры от издательства «Бука» «Метро. Исход» на базе книжной серии «Метро 2033», а также подписал книги для поклонников своего творчества. Работу мероприятий освещало более 2000 представителей СМИ.

### 3—6 октября 2019 года
ИгроМир проходил в Крокус Экспо, его посетило свыше 183 тыс. человек. 3 октября на «ИгроМире» состоялась встреча с разработчиками King’s Bounty 2, одной из самых крупных отечественных игр последних лет. Ещё одна приглашённая звезда — датский актёр Мадс Миккельсен, сыгравший в нескольких культовых сериалах и играх. Но главным гостем выставки был японский гейм-дизайнер, заслуженно прозванный русскоязычным комьюнити гением, Хидэо Кодзима. 5 октября в ходе закрытой презентации для прессы и привилегированных посетителей, а также совместно с Миккельсеном с большой сцены Comic Com, он подробно показал и рассказал о своей игре Death Stranding.
Ещё на «ИгроМире» были стенды таких игр, как Cyberpunk 2077 и Doom Eternal. Закрытая демонстрация Cyberpunk 2077 — самой ожидаемой игры следующего года — вызвала огромный ажиотаж. Компания THQ Nordic дала посетителям поиграть в такие игры, как SpongeBob SquarePants: Battle for Bikini Bottom — Rehydrated и Destroy All Humans.

### 3—4 октября 2020 года
Из-за пандемии коронавируса фестиваль перенесён в онлайн-формат. Вместе с «ИгроМиром» на 2 года перенесён и «Comic Con», который обычно проходит одновременно с этим фестивалем. Онлайн-версия фестиваля прошла 3—4 октября в соцсети «ВКонтакте».

### 7—10 октября 2021 года
В 2021 году фестиваль был запланирован на осень, с 7 по 10 октября, но впоследствии был отменён.

## Тимирязев Центр

### 12—14 декабря 2025 года
Пройдет с 12 по 14 декабря 2025 года в «Тимирязев Центре» в Москве. Организаторы объявили, что посетить мероприятие можно будет с помощью старых билетов с отменённых выставок 2021 года.